# Неклюдово (Самарская область)
Неклю́дово — село в Камышлинском районе Самарской области. Находится в 15 км от трассы М-5. В селе имеется школа, почта, телефон, телеграф.
Имеет 2 улицы — Школьную и Центральную. Известно с 1773 года.

## Интересные факты
Здесь находятся: усадьба помещика Ивана  Васильевича Неклюдова, а также могила деда Аксакова С.Т., открытая 27 июля 2012 года церковь во имя Казанской иконы Божьей матери.